# Juan Lasso de la Vega y Argüelles
Juan Lasso de la Vega y Argüelles fue un pintor e historiador naval español del siglo XIX.

## Biografía
Natural de Cádiz, era hermano del escritor y periodista Ángel. «El estudio del dibujo hecho en su primera edad hizo nacer en él la más decidida afición al cultivo de la pintura, y aunque ocupaciones de otra índole no le hayan permitido dedicarse a ella con la constancia que se requiere en quien desea merecer el título de artista, ha dedicado bastante tiempo a tan laudable propósito», asevera Ossorio y Bernard en su Galería biográfica de artistas españoles del siglo XIX. Sus primeros pasos los dio bajo la supervisión de Tomás Díaz Valdés.
Ejecutó diferentes copias de Murillo, Jordán, Rubens, Brugada y otros profesores, algunas de las cuales figuraron en diferentes exposiciones organizadas por la Real Academia de Bellas Artes de San Fernando. Figuran entre ellas Adoración de los Reyes, El Niño Jesús, El Niño Jesús con los atributos de la Pasión, La Trinidad, La Natividad de la Virgen, La venida del Espíritu Santo al Cenáculo, La tempestad apaciguada, Ecce-Homo, San José, La Santa Faz, los retratos del Marqués de la Ensenada y del brigadier de la Armada D. Cosme Damian Churruca —cedido al Museo Naval— y varios países, floreros y fruteros.
La publicación de los Anales de la Marina militar de España, que en 1862 le proporcionó la honra de ser nombrado individuo de la Academia de Arqueología y Geografía, y la de la Legislación marítima de España le privaron del tiempo que dedicaba a su arte, que siempre conservó como mayor afición.